# Anametalia
Genre
Anametalia est un genre d'oursins irréguliers de la famille des Brissidae (ordre  des Spatangoida).

## Caractéristiques
Ce sont des oursins irréguliers dont la bouche et l'anus se sont déplacés de leurs pôles pour former un « avant » et un « arrière ». La bouche se situe donc dans le premier quart de la face orale, et l'anus se trouve à l'opposé, tourné vers l'arrière. La coquille (appelée « test ») s'est également allongée dans ce sens antéro-postérieur.
Ce genre se distingue au sein de sa famille par sa protubérance subanale et la structure de son péristome.

## Liste des espèces
Selon World Register of Marine Species (17 décembre 2015) :
- Anametalia grandis Mortensen, 1950 -- Mer de Chine
- Anametalia regularis (H.L. Clark, 1925) -- Région du détroit de Torres
- Anametalia sternaloides (Bolau, 1874) -- Indo-Pacifique